# Бонесс
Боне́сс (або Борроустунне́сс, англ. Bo'ness, Borrowstounness, шотл. Bo'ness, Burghstounness, шотл. гел. Ceann Fhàil) — місто в центрі Шотландії, в області Фолкерк.
Населення міста становить 14 340 осіб (2006).

## Інтернет-ресурси
- Bo'ness web site
- Proposals by ING to transform harbor area
- Website on the historical Kinneil Estate, at the western edge of Bo'ness [Архівовано 11 липня 2007 у Wayback Machine.]
- Bo'ness Pottery - The Pottery Industry of Borrowstounness 1766 - 1958
- Oblique aerial view of Bo'Ness Ship Breakers Yard [Архівовано 16 січня 2014 у Wayback Machine.]. RCAHMS
- National Library of Scotland: SCOTTISH SCREEN ARCHIVE [Архівовано 1 квітня 2012 у Wayback Machine.] (selection of archive films about Bo’ness)